# Budka Suflera
Budka Suflera (в переводе с пол. — «Будка суфлёра») — польская рок-группа, основанная Кшиштофом Цуговским (Krzysztof Cugowski) совместно с Ромуальдом Липко (Romuald Lipko) и Томашем Зелишевским (Tomasz Zeliszewski) в Люблине в 1974 году. Группа стала известна благодаря своим рок-балладам, которые многими считаются лучшими песнями Польши.

## История

### Начальный период (1969—1974)
Хоть официально началом творчества группы считается 1974 год, однако история группы начинается в 1969 году, когда Кшиштоф Цуговский (тогда ещё ученик старших классов) вместе со своими школьными друзьями — гитаристом Кшиштофом Брози (Krzysztof Brozi), басистом — Янушем Пендишем (Janusz Pędzisz) и барабанщиком — Яцеком Грюной (Jacek Grüna) создал музыкальный коллектив. Из первых записей группы сохранилась всего одна песня — «Blues George’a Maxwella», которая позже была издана на альбоме Underground. Осенью 1970 года группа прекратила своё существование.
В 1970 году в группе появился Ромуальд Липко. Примерно тогда же группа получила своё нынешнее название. В состав коллектива входили также гитарист Андрей Зюлковский (Andrzej Ziółkowski) и барабанщик Рышард Сивец (Ryszard Siwiec). В таком составе группа выступала до весны 1971 года, до момента когда Цуговски поступил в ВУЗ. Группа ждала возвращения вокалиста, работая в Театре имени Остервы, где исполняла музыку в спектакле «Гвалт, что происходит!» («Gwałtu, co się dzieje!»). Успех представления позволил группе существовать без фронтмена. В это же время в группе сменилось несколько барабанщиков. В конце концов основным барабанщиком стал Збигнев Зелински (Zbigniew Zieliński).
Отправной точкой в карьере группы стала идея многолетнего друга коллектива Ежи Янишевского (Jerzy Janiszewski) записать польскую версию песни «Ain’t No Sunshine» из репертуара Билла Уизерса (Bill Withers). Несмотря на первоначальный скептицизм музыкантов, запись всё же состоялась. Участие в ней принял также бэк-хор и смычковые инструменты. В результате появилось более 20 версий этого произведения, названного в польской версии «Сон о долине» («Sen o dolinie»), из которых была выбрана та версия, где в конце песни из-за ошибки барабанщика все инструменты перестают играть и лишь вокалист продолжает петь (именно эта версия вошла в альбом Underground). Исполнение песни привело к тому, что группе было предложено записать альбом и на неё посыпались многочисленные предложения о концертах.

### Прорыв (1975—1976)
Осенью 1974 года группа записала одну из своих самых известных композиций — «Тень большой горы» («Cień wielkiej góry»), появление которой было инспирированно трагической гибелью польских альпинистов в Гималаях в 1973 году. Она сразу же стала национальным хитом. В 1975 году вышел одноимённый альбом. Он имел большой успех, и группа отправилась в тур в ГДР. Там были записаны некоторые хиты группы на немецком языке. В 1976 году основатель группы Кшиштоф Цуговский покинул состав ради сольной карьеры и был заменён Станиславом Венглорцем.
За время своего существования группа сменила много участников. В 2005 году Кшиштоф Цуговский снова стал её вокалистом. Группа записала 15 студийных альбомов и завоевала популярность как в Польше, так и за рубежом. 30 октября 2009 года запланирована презентация нового альбома группы, который называется «Всегда чего-то нехватает» («Zawsze czegoś brak»).

## Состав группы
Состав группы с 2019 года:
- Роберт Жарчиньский — вокал
- Фелициан Анджейчак † — вокал
- Ромуальд Липко † — клавишные
- Томаш Зелишевский — барабаны
- Дариуш Бафелтовский — гитара
- Мечислав Юрецкий — бас-гитара
- Пётр Богутын — гитара